# Pulemez
Pulemez (ukrainisch Пулемець; russisch Пулемец, polnisch Pulemiec) ist ein Dorf im Nordwesten der ukrainischen Oblast Wolyn mit etwa 650 Einwohnern (2004).

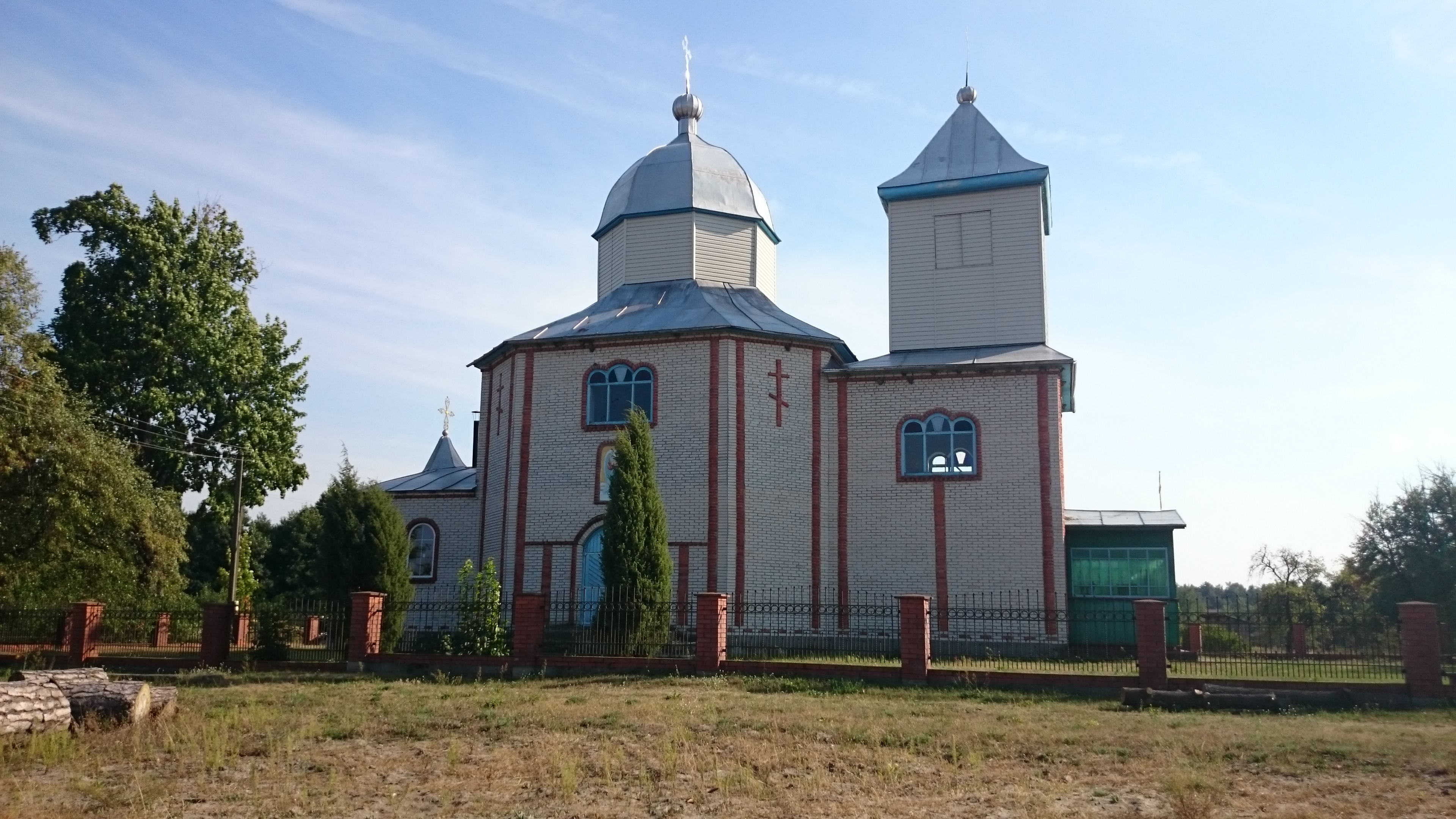
Orthodoxe Kirche St. Michael

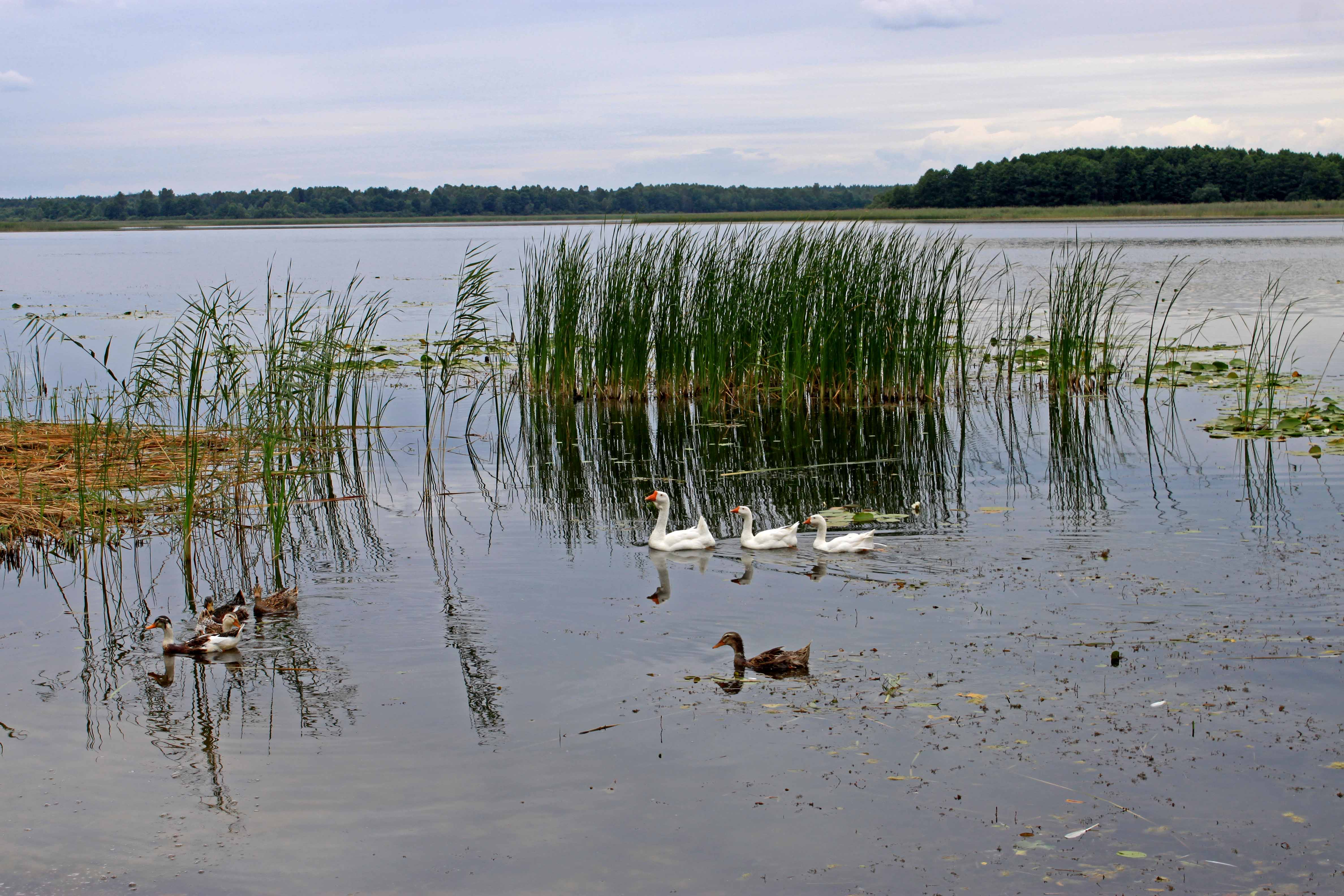
Der Pulemez-See beim Dorf

Pulemez liegt am, zum Biosphärenreservat Nationalpark Schazk zählenden, 16,3 km² großen Pulemez-See und an der Territorialstraße T–03–07 nahe der Grenze zwischen Belarus und der Ukraine mit dem Grenzübergang zum belarussischen Rajon Malaryta.
Das ehemalige Rajonzentrum Schazk liegt etwa 30 Straßenkilometer südöstlich und die Stadt Kowel etwa 115 km südöstlich des Dorfes.
Am 12. Juni 2020 wurde das Dorf ein Teil der Siedlungsgemeinde Schazk, bis dahin bildete das Dorf die gleichnamige Landratsgemeinde Pulemez (Пулемецька сільська рада/Pulemezka silska rada) im Westen des Rajons Schazk.
Am 17. Juli 2020 wurde der Ort Teil des Rajons Kowel.